# Лорина Маккенит
Лорина Изабел Айрийн Маккенит (на английски: Loreena Isabel Irene McKennitt) (р. 17 февруари 1957 г.) е канадска певица, композиторка, арфистка и пианистка, най-известна със записите и изпълненията си на етно музика с келтски елементи. Тя е известна със своя сопран.

## Произход и младежки години
Лорина Маккенит е родена в Мордън, Манитоба в семейство от ирландско и шотландско потекло: Джак и Айрийн Маккенит (търговец на добитък и медицинска сестра). През 1981 г. се мести в Стратфърд, Онтарио, където живее и до днес. В младостта си Маккенит има намерение да стане ветеринарен лекар, но открива, че музиката я е избрала, вместо тя нея. Тя развива страст към келтската музика, научава се да свири на келтска арфа и започва да изпълнява бъскин на разни места, по-известно от които е пазарът Сейнт Лорънс в Торонто, за да спечели пари за издаване на първия си албум.

## Кариера
Първият ѝ албум, Elemental, е издаден през 1985 г. и привлича глобално внимание с последвали издавания на собствени творби: To Drive the Cold Winter Away (1987), Parallel Dreams (1989), The Visit (1991), The Mask and Mirror (1994), A Winter Garden (1995), The Book of Secrets (1997), An Ancient Muse (2006) и A Midwinter Night’s Dream (2008). Всичките ѝ албуми са издадени от собствения ѝ лейбъл Quinlan Road.
През 1993 г. музиката ѝ става известна сред по-широка публика, когато тя прави европейско турне като поддържаща певица на Майк Олдфийлд. През 1995 г. нейната версия на традиционната ирландска песен „Bonny Portmore“ е включена във филма Шотландски боец III, което предизвиква голямо увеличаване на продажбите ѝ сред почитателите на филмите. Сингълът на МакКенит „The Mummers Dance“ и голям успех и получава значително внимание по ефира на Северна Америка през пролетта на 1997 г. и е използван като тема на американския сериал от 1998 – 1999 г. Legacy. Музиката ѝ също е включена във филмите: The Santa Clause, Soldier, Jade, Holy Man, The Mists of Avalon и телевизионният сериал Roar.

### Жанр и творби
Музиката на Лорина Маккенит обикновено се класифицира като етно/ню ейдж/келтска, въпреки че съдържа аспекти и характеристики на музика от целия свят и понякога се означава като фолк музика в музикални магазини.
Преди да композира Маккенит се впуска в значително проучване върху специфичен сюжет, който след това формира основната концепция на албума. Преди да създаде Elemental и Parallel Dreams тя пътува до Ирландия за вдъхновения от история, географията, културата и фолклора на страната. Албумът Mask and Mirros е предшестван от проучване на Галисия, келтска област на Испания, която изобилства и с арабско наследство. Резултатът е албум, включващ елементи от келтска и арабска музика. Според бележките ѝ към албума, An Ancient Muse е вдъхновен предимно от пътувания във и четене за страните по Пътя на коприната.
Маккенит често е сравнявана с Ения, но нейната музика е повече основана на традиционни и класически мотиви, използвайки литературни творби за източници на текстове и отправни точки за интерпретации като Дамата от Шалът от Алфред Тенисън, речта на Просперо (последният монолог от Бурята на Шекспир), Сняг от Арчибалд Лампман, Мрачната нощ на душата от Св. Йоан Кръстни, Приспивна песен от Уилям Блейк, Откраднатото дете от Уилям Бътлър Йейтс и The Highwayman от Алфред Нойс.
През септември 2006 г. Маккенит пее в Алхамбра. Изпълнението ѝ е излъчено по PBS и през август 2007 г. е издадено като комплект от 3 DVD/CD под заглавието Nights from the Alhambra
През 2008 г. Маккенит композира песента To the Fairies They Draw Near за анимационния филм на Дисни Tinker Bell. Създателите на филма са толкова впечатлени от нея, че я молят да е диктор на филма.
През юли 2004 г. генерал-губернаторът на Канада Адриан Кларксън прави Маккенит член на ордена на Канада, най-престижното гражданско отличие в Канада. През 2002 г. тя е главен изпълнител в Манитоба пред кралица Елизабет II и принц Филип по случай златната годишнина от коронацията на кралицата.

## Личен живот
През 1998 г. годеникът на Лорина Маккенит Роналд Рийс, брат му Ричард и близкият им приятел Грегъри Кук се удавят при инцидент с лодка в Джорджън бей, ез. Хюрън. Маккенит е потресена от случилото се и впоследствие основава мемориалния фонд Кук-Рийс през същата година и издава албум от две изпълнения на живо, наречен Live in Paris and Toronto, който записва по време на инцидента. Всичките доходи от продажбите му са дарени на фонда (ок. $3 млн.). След този албум МакКенит рядко се появява пред публика и издава нов албум през 2006 г.

## Съдебно дело
През 2005 г. Маккенит е въвлечена в язвителен съдебен процес, след като бившата ѝ приятелка и служителка Нийма Аш публикува книга, която съдържа интимни подробности за приятелството им. Маккенит поддържа, че голяма част от книгата съдържа лична поверителна информация, която Аш не е имала право да публикува. Английските съдилища намират, че наистина е имало нарушаване на поверителността и злоупотреба с личната информация на Маккенит. През 2007 г. Камарата на лордовете потвърждава решението на по-долните инстанции. Случаят вероятно ще положи важен прецедент в английския закон за правото на уединение на знаменитостите.

## Дискография

### Албуми
- Elemental (1985)
- To Drive the Cold Winter Away (1987)
- Parallel Dreams (1989)
- The Visit (1991)
- The Mask and Mirror (1994) в САЩ #143
- The Book of Secrets (1997) в САЩ #17
- Live in Paris and Toronto (1999)
- An Ancient Muse (2006) в САЩ #83, номинация за Грами през 2008[3]
- Nights from the Alhambra (2007)
- A Midwinter Night’s Dream (2008) в САЩ #198

### EP
- A Winter Garden: Five Songs for the Season (1995)
- Live in San Francisco at the Palace of Fine Arts (1995)
- Words and Music (1997)

### Сингли
- „The Lady of Shalott“ (1991)
- „All Souls Night“ (1991)
- „Courtyard Lullaby“ (1991)
- „Greensleeves“ (1993)
- „The Bonny Swans“ (1994)
- „Santiago“ (1994)
- „The Dark Night of the Soul“ (1994)
- „The Mystic's Dreams“ (1995)
- „God Rest Ye Merry, Gentlemen“ (1995)
- „The Mummers' Dance“ (1997) #18 Billboard Hot 100, #17 Billboard Modern Rock[4]
- „Marco Polo“ (1998)
- „Caravanserai“ (2006)
- „Penelope's Song“ (2007)
- „The Seven Rejoices of Mary“ (2008)
- „Noël Nouvelet!“ (2008)

### Видео
- The Mummers' Dance(1997)
- The Bonny Swans
- Loreena McKennitt: Nights from the Alhambra (2007, концерт на живо в Испания, излъчен по PBS)[5]
- A Moveable Musical Feast (2008, документален филм за турнето на Лорина МакКенит в Северна Америка през 2007 г.)[6]

### Други
- No Journey’s End (половинчасов документален филм за певицата, излъчен по PBS; DVD)
- Heaven On Earth (тв филм 1987 – изпълнява „Lady Traveler“)
- Highlander III (принос към саундтрака)
- The Santa Clause (принос към саундтрака)
- Léolo (принос към саундтрака)
- Una Casa Con Vista Al Mar (принос към саундтрака)
- The Mists Of Avalon (използване в саундтрака)
- Due South (използване в саундтрака)
- Northern Exposure (използване в саундтрака)
- Tinker Bell (2008 – музика, разказвач)